# RSR 21 und 22
Die Lokomotiven RSR 21 und RSR 22 waren Rangierlokomotiven mit dieselmechanischem Antrieb der Thailändischen Staatsbahn.

## Geschichte
Die Royal State Railways (RSR), zuvor Königliche Eisenbahnabteilung von Thailand gehörte im Bereich der Dieseltraktion zu den Vorreitern
im asiatischen Raum. Um 1928 lieferte die Schweizerische Lokomotiv- und Maschinenfabrik (SLM) mit den Fabriknummern 3208 und 3209 die ersten zwei Diesellokomotiven, die für
Rangier- und leichte Nebenbahntätigkeiten vorgesehen waren. Eine Bezeichnung für Baureihen gab es zu dieser Zeit nicht, Dampf- und Diesellokomotiven
wurden in der Reihenfolge der Beschaffung durchnummeriert.

## Einsatz und Verbleib
Die Kraftübertragung erfolgte über ein fünfstufiges Ölschaltgetriebe auf eine Blindwelle und mit Stange auf die Räder.
Die Lokomotiven scheinen sich bewährt zu haben.
Aufgrund der ersten guten Erfahrungen mit dem Dieselantrieb begann drei Jahre später
die Erprobung von Diesellokomotiven verschiedener Hersteller und Bauarten im Streckendienst.
Beide Lokomotiven wurden im Jahre 1951 von der State Railway of Thailand (SRT) übernommen und 1964 außer Dienst gestellt. SRT 21 wurde für Museumszwecke requiriert und später vor dem Verwaltungsgebäude der SRT nördlich des Bahnhof Hua Lamphong aufgestellt.